# Saison 2000 de la WTA
Vainqueurs des tournois majeurs
Résultats des tournois de tennis organisés par la WTA en 2000.

## La saison 2000 en résumé
La saison 2000 de la Women's Tennis Association (WTA) est dominée par trois joueuses : Martina Hingis, Lindsay Davenport et Venus Williams. Aucune ne parvient pourtant à s'affirmer comme la véritable patronne du circuit. 
En janvier, après trois victoires consécutives (1997-1999), Martina Hingis est battue par Lindsay Davenport en finale de l'Open d'Australie.
À Roland-Garros, Mary Pierce s'impose face à la vétérante Conchita Martínez. 
Au sommet de sa forme, Venus Williams réalise un été d'exception : après avoir remporté Wimbledon et l'US Open (à chaque fois contre Davenport en finale), elle décroche deux médailles d'or aux Jeux olympiques de Sydney, en simple et en double (avec sa sœur cadette Serena). 
Sans gagner aucun des Majeurs, mais au bénéfice de la plus grande régularité, Hingis conclut la saison numéro un mondiale, comme en 1999.
Serena Williams et Monica Seles, enfin, soulèvent chacune trois trophées, de même qu'Henrieta Nagyová dans des épreuves moins côtées.
En double, huit joueuses différentes se partagent les quatre Grands Chelems. 

## Organisation de la saison
Indépendamment des 4 tournois du Grand Chelem (organisés par l'ITF), la saison 2000 de la WTA se compose des tournois suivants :
- les tournois Tier I (9),
- les tournois Tier II (16),
- les tournois Tier III, Tier IV (27)
- le tournoi des Jeux Olympiques de Sydney
- Les Masters de fin de saison

La saison 2000 compte donc 58 tournois.
À ce calendrier s'ajoute aussi l'épreuve par équipes nationales : la Fed Cup.

## Palmarès

### Simple
| No | Date       | Nom et lieu du tournoi                      | Catégorie     | Dotation    | Surface         | Vainqueure          | Finaliste                        | Score              |         |
| -- | ---------- | ------------------------------------------- | ------------- | ----------- | --------------- | ------------------- | -------------------------------- | ------------------ | ------- |
| 1  | 03/01/2000 | ASB Bank Classic, Auckland                  | Tier IVb      | 110 000 $   | Dur (ext.)      | Anne Kremer         | Cara Black                       | 6-4, 6-4           | Tableau |
| 2  | 03/01/2000 | Thalgo Hard Court Championships, Gold Coast | Tier III      | 170 000 $   | Dur (ext.)      | Silvija Talaja      | Conchita Martínez                | 6-0, 0-6, 6-4      | Tableau |
| 3  | 10/01/2000 | ANZ Tasmanian International, Hobart         | Tier IVb      | 110 000 $   | Dur (ext.)      | Kim Clijsters       | Chanda Rubin                     | 2-6, 6-2, 6-2      | Tableau |
| 4  | 10/01/2000 | Adidas International, Sydney                | Tier II       | 460 000 $   | Dur (ext.)      | Amélie Mauresmo     | Lindsay Davenport                | 7-62, 6-4          | Tableau |
| 5  | 17/01/2000 | Australian Open, Melbourne                  | G. Chelem     | 3 544 313 $ | Dur (ext.)      | Lindsay Davenport   | Martina Hingis                   | 6-1, 7-5           | Tableau |
| 6  | 31/01/2000 | Toray Pan Pacific Open, Tokyo               | Tier I        | 1 080 000 $ | Moquette (int.) | Martina Hingis      | Sandrine Testud                  | 6-3, 7-5           | Tableau |
| 7  | 07/02/2000 | Copa Colsanitas, Bogota                     | Tier IVa      | 140 000 $   | Terre (ext.)    | Patricia Wartusch   | Tathiana Garbin                  | 4-6, 6-1, 6-4      | Tableau |
| 8  | 07/02/2000 | Open Gaz de France, Paris                   | Tier II       | 535 000 $   | Moquette (int.) | Nathalie Tauziat    | Serena Williams                  | 7-5, 6-2           | Tableau |
| 9  | 14/02/2000 | Brasil Ladies Open, São Paulo               | Tier IVa      | 140 000 $   | Terre (ext.)    | Rita Kuti-Kis       | Paola Suárez                     | 4-6, 6-4, 7-5      | Tableau |
| 10 | 14/02/2000 | Faber Grand Prix, Hanovre                   | Tier II       | 535 000 $   | Moquette (int.) | Serena Williams     | Denisa Chládková                 | 6-1, 6-1           | Tableau |
| 11 | 21/02/2000 | IGA Superthrift Classic, Oklahoma City      | Tier III      | 170 000 $   | Dur (int.)      | Monica Seles        | Nathalie Dechy                   | 6-1, 7-63          | Tableau |
| 12 | 28/02/2000 | State Farm Classic, Scottsdale              | Tier II       | 535 000 $   | Dur (ext.)      | NC                  | Martina Hingis Lindsay Davenport | Pluie              | Tableau |
| 13 | 06/03/2000 | Tennis Masters Series, Indian Wells         | Tier I        | 2 000 000 $ | Dur (ext.)      | Lindsay Davenport   | Martina Hingis                   | 4-6, 6-4, 6-0      | Tableau |
| 14 | 20/03/2000 | Ericsson Open, Miami                        | Tier I        | 2 525 000 $ | Dur (ext.)      | Martina Hingis      | Lindsay Davenport                | 6-3, 6-2           | Tableau |
| 15 | 10/04/2000 | Estoril Open, Estoril                       | Tier IVa      | 140 000 $   | Terre (ext.)    | Anke Huber          | Nathalie Dechy                   | 6-2, 1-6, 7-5      | Tableau |
| 16 | 10/04/2000 | Bausch & Lomb Championships, Amelia Island  | Tier II       | 535 000 $   | Terre (ext.)    | Monica Seles        | Conchita Martínez                | 6-3, 6-2           | Tableau |
| 17 | 17/04/2000 | Westel 900 Open, Budapest                   | Tier IVb      | 110 000 $   | Terre (ext.)    | Tathiana Garbin     | Kristie Boogert                  | 6-2, 7-64          | Tableau |
| 18 | 17/04/2000 | Family Circle Cup, Hilton Head              | Tier I        | 1 080 000 $ | Terre (ext.)    | Mary Pierce         | Arantxa Sánchez                  | 6-1, 6-0           | Tableau |
| 19 | 01/05/2000 | Croatian Ladies Open, Bol                   | Tier III      | 170 000 $   | Terre (ext.)    | Tina Pisnik         | Amélie Mauresmo                  | 7-64, 7-62         | Tableau |
| 20 | 02/05/2000 | Betty Barclay Cup, Hambourg                 | Tier II       | 535 000 $   | Terre (ext.)    | Martina Hingis      | Arantxa Sánchez                  | 6-3, 6-3           | Tableau |
| 21 | 08/05/2000 | Warsaw Cup by Heros, Varsovie               | Tier IVb      | 110 000 $   | Terre (ext.)    | Henrieta Nagyová    | Amanda Hopmans                   | 2-6, 6-4, 7-5      | Tableau |
| 22 | 08/05/2000 | German Open, Berlin                         | Tier I        | 1 080 000 $ | Terre (ext.)    | Conchita Martínez   | Amanda Coetzer                   | 6-1, 6-2           | Tableau |
| 23 | 15/05/2000 | Mexx Sport Benelux Open, Anvers             | Tier IVa      | 140 000 $   | Terre (ext.)    | Amanda Coetzer      | Cristina Torrens                 | 4-6, 6-2, 6-3      | Tableau |
| 24 | 15/05/2000 | Italian Open, Rome                          | Tier I        | 1 080 000 $ | Terre (ext.)    | Monica Seles        | Amélie Mauresmo                  | 6-2, 7-64          | Tableau |
| 25 | 22/05/2000 | Open de España Villa de Madrid, Madrid      | Tier III      | 170 000 $   | Terre (ext.)    | Gala León García    | Fabiola Zuluaga                  | 4-6, 6-2, 6-2      | Tableau |
| 26 | 22/05/2000 | Internationaux de Strasbourg, Strasbourg    | Tier III      | 170 000 $   | Terre (ext.)    | Silvija Talaja      | Rita Kuti-Kis                    | 7-5, 4-6, 6-3      | Tableau |
| 27 | 29/05/2000 | Roland-Garros, Paris                        | G. Chelem     | 4 141 085 $ | Terre (ext.)    | Mary Pierce         | Conchita Martínez                | 6-2, 7-5           | Tableau |
| 28 | 12/06/2000 | Tashkent Open, Tachkent                     | Tier IVa      | 140 000 $   | Dur (ext.)      | Iroda Tulyaganova   | Francesca Schiavone              | 6-3, 2-6, 6-3      | Tableau |
| 29 | 12/06/2000 | DFS Classic, Birmingham                     | Tier III      | 170 000 $   | Gazon (ext.)    | Lisa Raymond        | Tamarine Tanasugarn              | 6-2, 6-77, 6-4     | Tableau |
| 30 | 19/06/2000 | Heineken Trophy, Bois-le-Duc                | Tier III      | 170 000 $   | Gazon (ext.)    | Martina Hingis      | Ruxandra Dragomir                | 6-2, 3-0, ab.      | Tableau |
| 31 | 19/06/2000 | Direct Line Championships, Eastbourne       | Tier II       | 535 000 $   | Gazon (ext.)    | Julie Halard        | Dominique Monami                 | 7-64, 6-4          | Tableau |
| 32 | 26/06/2000 | The Championships, Wimbledon                | G. Chelem     | 5 235 332 $ | Gazon (ext.)    | Venus Williams      | Lindsay Davenport                | 6-3, 7-6           | Tableau |
| 33 | 10/07/2000 | Internazionali Femminili, Palerme           | Tier IVb      | 110 000 $   | Terre (ext.)    | Henrieta Nagyová    | Pavlina Nola                     | 6-3, 7-5           | Tableau |
| 34 | 10/07/2000 | Uniqa Grand Prix, Klagenfurt                | Tier III      | 170 000 $   | Terre (ext.)    | Barbara Schett      | Patty Schnyder                   | 5-7, 6-4, 6-4      | Tableau |
| 35 | 17/07/2000 | Sanex Trophy, Knokke-Heist                  | Tier IVb      | 110 000 $   | Terre (ext.)    | Anna Smashnova      | Dominique Monami                 | 6-2, 7-5           | Tableau |
| 36 | 17/07/2000 | Idea Prokom Open, Sopot                     | Tier III      | 170 000 $   | Terre (ext.)    | Anke Huber          | Gala León García                 | 7-64, 6-3          | Tableau |
| 37 | 24/07/2000 | Bank of the West Classic, Stanford          | Tier II       | 535 000 $   | Dur (ext.)      | Venus Williams      | Lindsay Davenport                | 6-1, 6-4           | Tableau |
| 38 | 31/07/2000 | Acura Classic, San Diego                    | Tier II       | 535 000 $   | Dur (ext.)      | Venus Williams      | Monica Seles                     | 6-0, 6-73, 6-3     | Tableau |
| 39 | 07/08/2000 | estyle.com Classic, Los Angeles             | Tier II       | 535 000 $   | Dur (ext.)      | Serena Williams     | Lindsay Davenport                | 4-6, 6-4, 7-61     | Tableau |
| 40 | 14/08/2000 | Omnium du Maurier, Montréal                 | Tier I        | 1 080 000 $ | Dur (ext.)      | Martina Hingis      | Serena Williams                  | 0-6, 6-3, 3-0, ab. | Tableau |
| 41 | 21/08/2000 | Pilot Pen Tennis, New Haven                 | Tier II       | 535 000 $   | Dur (ext.)      | Venus Williams      | Monica Seles                     | 6-2, 6-4           | Tableau |
| 42 | 28/08/2000 | US Open, Flushing Meadows                   | G. Chelem     | 6 467 000 $ | Dur (ext.)      | Venus Williams      | Lindsay Davenport                | 6-4, 7-5           | Tableau |
| 43 | 19/09/2000 | Olympic Games, Sydney                       | J. olympiques | NC          | Dur (ext.)      | Venus Williams      | Elena Dementieva                 | 6-2, 6-4           | Tableau |
| 44 | 25/09/2000 | SEAT Open, Luxembourg                       | Tier III      | 170 000 $   | Moquette (int.) | Jennifer Capriati   | Magdalena Maleeva                | 4-6, 6-1, 6-4      | Tableau |
| 45 | 02/10/2000 | Toyota Princess Cup, Tokyo                  | Tier II       | 535 000 $   | Dur (ext.)      | Serena Williams     | Julie Halard                     | 7-5, 6-1           | Tableau |
| 46 | 02/10/2000 | Porsche Tennis Grand Prix, Filderstadt      | Tier II       | 535 000 $   | Dur (int.)      | Martina Hingis      | Kim Clijsters                    | 6-0, 6-3           | Tableau |
| 47 | 09/10/2000 | Japan Open, Tokyo                           | Tier III      | 170 000 $   | Dur (ext.)      | Julie Halard        | Amy Frazier                      | 5-7, 7-5, 6-4      | Tableau |
| 48 | 09/10/2000 | Swisscom Challenge, Zurich                  | Tier I        | 1 080 000 $ | Dur (int.)      | Martina Hingis      | Lindsay Davenport                | 6-4, 4-6, 7-5      | Tableau |
| 49 | 16/10/2000 | Heineken Open, Shanghai                     | Tier IVa      | 140 000 $   | Dur (ext.)      | Meghann Shaughnessy | Iroda Tulyaganova                | 7-62, 7-5          | Tableau |
| 50 | 16/10/2000 | Generali Open, Linz                         | Tier II       | 535 000 $   | Moquette (int.) | Lindsay Davenport   | Venus Williams                   | 6-4, 3-6, 6-2      | Tableau |
| 51 | 23/10/2000 | Eurotel Slovak Indoors, Bratislava          | Tier IVb      | 110 000 $   | Dur (int.)      | Dája Bedáňová       | Miriam Oremans                   | 6-1, 5-7, 6-3      | Tableau |
| 52 | 23/10/2000 | Kremlin Cup, Moscou                         | Tier I        | 1 080 000 $ | Moquette (int.) | Martina Hingis      | Anna Kournikova                  | 6-3, 6-1           | Tableau |
| 53 | 30/10/2000 | Challenge Bell, Québec                      | Tier III      | 170 000 $   | Moquette (int.) | Chanda Rubin        | Jennifer Capriati                | 6-4, 6-2           | Tableau |
| 54 | 30/10/2000 | Sparkassen Cup, Leipzig                     | Tier II       | 535 000 $   | Moquette (int.) | Kim Clijsters       | Elena Likhovtseva                | 7-66, 4-6, 6-4     | Tableau |
| 55 | 06/11/2000 | Wismilak International, Kuala Lumpur        | Tier III      | 170 000 $   | Dur (ext.)      | Henrieta Nagyová    | Iva Majoli                       | 6-4, 6-2           | Tableau |
| 56 | 06/11/2000 | Advanta Championships, Philadelphie         | Tier II       | 535 000 $   | Moquette (int.) | Lindsay Davenport   | Martina Hingis                   | 7-67, 6-4          | Tableau |
| 57 | 13/11/2000 | Volvo Women’s Open, Pattaya                 | Tier IVb      | 110 000 $   | Dur (ext.)      | Anne Kremer         | Tatiana Panova                   | 6-1, 6-4           | Tableau |
| 58 | 13/11/2000 | Chase Championships, New York               | Masters       | 2 000 000 $ | Moquette (int.) | Martina Hingis      | Monica Seles                     | 6-75, 6-4, 6-4     | Tableau |

### Double
| No | Date       | Nom et lieu du tournoi                     | Catégorie     | Dotation    | Surface         | Vainqueures                          | Finalistes                           | Score          |         |
| -- | ---------- | ------------------------------------------ | ------------- | ----------- | --------------- | ------------------------------------ | ------------------------------------ | -------------- | ------- |
| 1  | 03/01/2000 | ASB Bank Classic Auckland                  | Tier IVb      | 110 000 $   | Dur (ext.)      | Cara Black Alexandra Fusai           | Barbara Schwartz Patricia Wartusch   | 3-6, 6-3, 6-4  | Tableau |
| 2  | 03/01/2000 | Thalgo Hard Court Championships Gold Coast | Tier III      | 170 000 $   | Dur (ext.)      | Julie Halard Anna Kournikova         | Sabine Appelmans Rita Grande         | 6-3, 6-0       | Tableau |
| 3  | 10/01/2000 | ANZ Tasmanian International Hobart         | Tier IVb      | 110 000 $   | Dur (ext.)      | Rita Grande Émilie Loit              | Kim Clijsters Alicia Molik           | 6-2, 2-6, 6-3  | Tableau |
| 4  | 10/01/2000 | Adidas International Sydney                | Tier II       | 460 000 $   | Dur (ext.)      | Julie Halard Ai Sugiyama             | Martina Hingis Mary Pierce           | 6-0, 6-3       | Tableau |
| 5  | 17/01/2000 | Australian Open Melbourne                  | G. Chelem     | 3 544 313 $ | Dur (ext.)      | Lisa Raymond Rennae Stubbs           | Martina Hingis Mary Pierce           | 6-4, 5-7, 6-4  | Tableau |
| 6  | 31/01/2000 | Toray Pan Pacific Open Tokyo               | Tier I        | 1 080 000 $ | Moquette (int.) | Martina Hingis Mary Pierce           | Alexandra Fusai Nathalie Tauziat     | 6-4, 6-1       | Tableau |
| 7  | 07/02/2000 | Copa Colsanitas Bogota                     | Tier IVa      | 140 000 $   | Terre (ext.)    | Laura Montalvo Paola Suárez          | Rita Kuti-Kis Petra Mandula          | 6-4, 6-2       | Tableau |
| 8  | 07/02/2000 | Open Gaz de France Paris                   | Tier II       | 535 000 $   | Moquette (int.) | Julie Halard Sandrine Testud         | Åsa Svensson Émilie Loit             | 3-6, 6-3, 6-4  | Tableau |
| 9  | 14/02/2000 | Brasil Ladies Open São Paulo               | Tier IVa      | 140 000 $   | Terre (ext.)    | Laura Montalvo Paola Suárez          | Janette Husárová Florencia Labat     | 5-7, 6-4, 6-3  | Tableau |
| 10 | 14/02/2000 | Faber Grand Prix Hanovre                   | Tier II       | 535 000 $   | Moquette (int.) | Åsa Svensson Natasha Zvereva         | Silvia Farina Karina Habšudová       | 6-3, 6-4       | Tableau |
| 11 | 21/02/2000 | IGA Superthrift Classic Oklahoma City      | Tier III      | 170 000 $   | Dur (int.)      | Corina Morariu Kimberly Po           | Tamarine Tanasugarn Elena Tatarkova  | 6-4, 4-6, 6-2  | Tableau |
| 12 | 28/02/2000 | State Farm Classic Scottsdale              | Tier II       | 535 000 $   | Dur (ext.)      | NC                                   | NC                                   | Annulé         | Tableau |
| 13 | 06/03/2000 | Tennis Masters Series Indian Wells         | Tier I        | 2 000 000 $ | Dur (ext.)      | Lindsay Davenport Corina Morariu     | Anna Kournikova Natasha Zvereva      | 6-2, 6-3       | Tableau |
| 14 | 20/03/2000 | Ericsson Open Miami                        | Tier I        | 2 525 000 $ | Dur (ext.)      | Julie Halard Ai Sugiyama             | Nicole Arendt Manon Bollegraf        | 4-6, 7-5, 6-4  | Tableau |
| 15 | 10/04/2000 | Estoril Open Estoril                       | Tier IVa      | 140 000 $   | Terre (ext.)    | Tina Križan Katarina Srebotnik       | Amanda Hopmans Cristina Torrens      | 6-0, 7-69      | Tableau |
| 16 | 10/04/2000 | Bausch & Lomb Championships Amelia Island  | Tier II       | 535 000 $   | Terre (ext.)    | NC                                   | NC                                   | Annulé         | Tableau |
| 17 | 17/04/2000 | Westel 900 Open Budapest                   | Tier IVb      | 110 000 $   | Terre (ext.)    | Lioubomira Batcheva Cristina Torrens | Jelena Kostanić Sandra Nacuk         | 6-0, 6-2       | Tableau |
| 18 | 17/04/2000 | Family Circle Cup Hilton Head              | Tier I        | 1 080 000 $ | Terre (ext.)    | Virginia Ruano Paola Suárez          | Conchita Martínez Patricia Tarabini  | 7-5, 6-3       | Tableau |
| 19 | 01/05/2000 | Croatian Ladies Open Bol                   | Tier III      | 170 000 $   | Terre (ext.)    | Julie Halard Corina Morariu          | Tina Križan Katarina Srebotnik       | 6-2, 6-2       | Tableau |
| 20 | 02/05/2000 | Betty Barclay Cup Hambourg                 | Tier II       | 535 000 $   | Terre (ext.)    | Anna Kournikova Natasha Zvereva      | Nicole Arendt Manon Bollegraf        | 6-75, 6-2, 6-4 | Tableau |
| 21 | 08/05/2000 | Warsaw Cup by Heros Varsovie               | Tier IVb      | 110 000 $   | Terre (ext.)    | Tathiana Garbin Janette Husárová     | Iroda Tulyaganova Anna Zaporozhanova | 6-3, 6-1       | Tableau |
| 22 | 08/05/2000 | German Open Berlin                         | Tier I        | 1 080 000 $ | Terre (ext.)    | Conchita Martínez Arantxa Sánchez    | Amanda Coetzer Corina Morariu        | 3-6, 6-2, 7-67 | Tableau |
| 23 | 15/05/2000 | Mexx Sport Benelux Open Anvers             | Tier IVa      | 140 000 $   | Terre (ext.)    | Sabine Appelmans Kim Clijsters       | Jennifer Hopkins Petra Rampre        | 6-1, 6-1       | Tableau |
| 24 | 15/05/2000 | Italian Open Rome                          | Tier I        | 1 080 000 $ | Terre (ext.)    | Lisa Raymond Rennae Stubbs           | Arantxa Sánchez Magüi Serna          | 6-3, 4-6, 6-3  | Tableau |
| 25 | 22/05/2000 | Open de España Villa de Madrid Madrid      | Tier III      | 170 000 $   | Terre (ext.)    | Lisa Raymond Rennae Stubbs           | Gala León García M. A. Sánchez       | 6-1, 6-3       | Tableau |
| 26 | 22/05/2000 | Internationaux de Strasbourg Strasbourg    | Tier III      | 170 000 $   | Terre (ext.)    | Sonya Jeyaseelan Florencia Labat     | Kim Grant María Vento-Kabchi         | 6-4, 6-3       | Tableau |
| 27 | 29/05/2000 | Roland-Garros Paris                        | G. Chelem     | 4 141 085 $ | Terre (ext.)    | Martina Hingis Mary Pierce           | Virginia Ruano Paola Suárez          | 6-2, 6-4       | Tableau |
| 28 | 12/06/2000 | Tashkent Open Tachkent                     | Tier IVa      | 140 000 $   | Dur (ext.)      | Li Na Li Ting                        | Iroda Tulyaganova Anna Zaporozhanova | 3-6, 6-2, 6-4  | Tableau |
| 29 | 12/06/2000 | DFS Classic Birmingham                     | Tier III      | 170 000 $   | Gazon (ext.)    | Rachel McQuillan Lisa McShea         | Cara Black Irina Selyutina           | 6-3, 7-65      | Tableau |
| 30 | 19/06/2000 | Heineken Trophy Bois-le-Duc                | Tier III      | 170 000 $   | Gazon (ext.)    | Erika de Lone Nicole Pratt           | Catherine Barclay Karina Habšudová   | 7-6, 4-3, ab.  | Tableau |
| 31 | 19/06/2000 | Direct Line Championships Eastbourne       | Tier II       | 535 000 $   | Gazon (ext.)    | Ai Sugiyama Nathalie Tauziat         | Lisa Raymond Rennae Stubbs           | 2-6, 6-3, 7-63 | Tableau |
| 32 | 26/06/2000 | The Championships Wimbledon                | G. Chelem     | 5 235 332 $ | Gazon (ext.)    | Serena Williams Venus Williams       | Julie Halard Ai Sugiyama             | 6-3, 6-2       | Tableau |
| 33 | 10/07/2000 | Internazionali Femminili Palerme           | Tier IVb      | 110 000 $   | Terre (ext.)    | Silvia Farina Rita Grande            | Ruxandra Dragomir Virginia Ruano     | 6-4, 0-6, 7-66 | Tableau |
| 34 | 10/07/2000 | Uniqa Grand Prix Klagenfurt                | Tier III      | 170 000 $   | Terre (ext.)    | Laura Montalvo Paola Suárez          | Barbara Schett Patty Schnyder        | 7-65, 6-1      | Tableau |
| 35 | 17/07/2000 | Sanex Trophy Knokke-Heist                  | Tier IVb      | 110 000 $   | Terre (ext.)    | Giulia Casoni Iroda Tulyaganova      | Catherine Barclay Eva Dyrberg        | 2-6, 6-4, 6-4  | Tableau |
| 36 | 17/07/2000 | Idea Prokom Open Sopot                     | Tier III      | 170 000 $   | Terre (ext.)    | Virginia Ruano Paola Suárez          | Åsa Svensson Rita Grande             | 7-5, 6-1       | Tableau |
| 37 | 24/07/2000 | Bank of the West Classic Stanford          | Tier II       | 535 000 $   | Dur (ext.)      | Chanda Rubin Sandrine Testud         | Cara Black Amy Frazier               | 6-4, 6-4       | Tableau |
| 38 | 31/07/2000 | Acura Classic San Diego                    | Tier II       | 535 000 $   | Dur (ext.)      | Lisa Raymond Rennae Stubbs           | Lindsay Davenport Anna Kournikova    | 4-6, 6-3, 7-66 | Tableau |
| 39 | 07/08/2000 | estyle.com Classic Los Angeles             | Tier II       | 535 000 $   | Dur (ext.)      | Els Callens Dominique Monami         | Kimberly Po Anne-Gaëlle Sidot        | 6-2, 7-5       | Tableau |
| 40 | 14/08/2000 | Omnium du Maurier Montréal                 | Tier I        | 1 080 000 $ | Dur (ext.)      | Martina Hingis Nathalie Tauziat      | Julie Halard Ai Sugiyama             | 6-3, 3-6, 6-4  | Tableau |
| 41 | 21/08/2000 | Pilot Pen Tennis New Haven                 | Tier II       | 535 000 $   | Dur (ext.)      | Julie Halard Ai Sugiyama             | Virginia Ruano Paola Suárez          | 6-4, 5-7, 6-2  | Tableau |
| 42 | 28/08/2000 | US Open Flushing Meadows                   | G. Chelem     | 6 467 000 $ | Dur (ext.)      | Julie Halard Ai Sugiyama             | Cara Black Elena Likhovtseva         | 6-0, 1-6, 6-1  | Tableau |
| 43 | 19/09/2000 | Olympic Games Sydney                       | J. olympiques | NC          | Dur (ext.)      | Serena Williams · Venus Williams     | Kristie Boogert · Miriam Oremans     | 6-1, 6-1       | Tableau |
| 44 | 25/09/2000 | SEAT Open Luxembourg                       | Tier III      | 170 000 $   | Moquette (int.) | Alexandra Fusai Nathalie Tauziat     | Lioubomira Batcheva Cristina Torrens | 6-3, 7-60      | Tableau |
| 45 | 02/10/2000 | Toyota Princess Cup Tokyo                  | Tier II       | 535 000 $   | Dur (ext.)      | Julie Halard Ai Sugiyama             | Nana Miyagi Paola Suárez             | 6-0, 6-2       | Tableau |
| 46 | 02/10/2000 | Porsche Tennis Grand Prix Filderstadt      | Tier II       | 535 000 $   | Dur (int.)      | Martina Hingis Anna Kournikova       | Arantxa Sánchez Barbara Schett       | 6-4, 6-2       | Tableau |
| 47 | 09/10/2000 | Japan Open Tokyo                           | Tier III      | 170 000 $   | Dur (ext.)      | Julie Halard Corina Morariu          | Tina Križan Katarina Srebotnik       | 6-1, 6-2       | Tableau |
| 48 | 09/10/2000 | Swisscom Challenge Zurich                  | Tier I        | 1 080 000 $ | Dur (int.)      | Martina Hingis Anna Kournikova       | Kimberly Po Anne-Gaëlle Sidot        | 6-3, 6-4       | Tableau |
| 49 | 16/10/2000 | Heineken Open Shanghai                     | Tier IVa      | 140 000 $   | Dur (ext.)      | Lilia Osterloh Tamarine Tanasugarn   | Rita Grande Meghann Shaughnessy      | 7-5, 6-1       | Tableau |
| 50 | 16/10/2000 | Generali Open Linz                         | Tier II       | 535 000 $   | Moquette (int.) | Amélie Mauresmo Chanda Rubin         | Ai Sugiyama Nathalie Tauziat         | 6-4, 6-4       | Tableau |
| 51 | 23/10/2000 | Eurotel Slovak Indoors Bratislava          | Tier IVb      | 110 000 $   | Dur (int.)      | Karina Habšudová Daniela Hantuchová  | Petra Mandula Patricia Wartusch      | Forfait        | Tableau |
| 52 | 23/10/2000 | Kremlin Cup Moscou                         | Tier I        | 1 080 000 $ | Moquette (int.) | Julie Halard Ai Sugiyama             | Martina Hingis Anna Kournikova       | 4-6, 6-4, 7-65 | Tableau |
| 53 | 30/10/2000 | Challenge Bell Québec                      | Tier III      | 170 000 $   | Moquette (int.) | Nicole Pratt Meghann Shaughnessy     | Els Callens Kimberly Po              | 6-3, 6-4       | Tableau |
| 54 | 30/10/2000 | Sparkassen Cup Leipzig                     | Tier II       | 535 000 $   | Moquette (int.) | Arantxa Sánchez Anne-Gaëlle Sidot    | Kim Clijsters Laurence Courtois      | 6-76, 7-5, 6-3 | Tableau |
| 55 | 06/11/2000 | Wismilak International Kuala Lumpur        | Tier III      | 170 000 $   | Dur (ext.)      | Henrieta Nagyová Sylvia Plischke     | Liezel Huber Vanessa Webb            | 6-4, 7-64      | Tableau |
| 56 | 06/11/2000 | Advanta Championships Philadelphie         | Tier II       | 535 000 $   | Moquette (int.) | Martina Hingis Anna Kournikova       | Lisa Raymond Rennae Stubbs           | 6-2, 7-5       | Tableau |
| 57 | 13/11/2000 | Volvo Women’s Open Pattaya                 | Tier IVb      | 110 000 $   | Dur (ext.)      | Yayuk Basuki Caroline Vis            | Tina Križan Katarina Srebotnik       | 6-3, 6-3       | Tableau |
| 58 | 13/11/2000 | Chase Championships New York               | Masters       | 2 000 000 $ | Moquette (int.) | Martina Hingis Anna Kournikova       | Nicole Arendt Manon Bollegraf        | 6-2, 6-3       | Tableau |

### Double mixte
| No | Date       | Nom et lieu du tournoi       | Catégorie | Dotation    | Surface      | Vainqueures                   | Finalistes                              | Score         |         |
| -- | ---------- | ---------------------------- | --------- | ----------- | ------------ | ----------------------------- | --------------------------------------- | ------------- | ------- |
| 1  | 01/01/2000 | Hyundai Hopman Cup XII Perth | ITF       | 900 000 $   | Dur (int.)   | Amanda Coetzer Wayne Ferreira | Tamarine Tanasugarn Paradorn Srichaphan | 3 matchs à 0  | Tableau |
| 2  | 17/01/2000 | Australian Open Melbourne    | G. Chelem | 3 544 313 $ | Dur (ext.)   | Rennae Stubbs Jared Palmer    | Arantxa Sánchez Todd Woodbridge         | 7-5, 7-63     | Tableau |
| 3  | 29/05/2000 | Roland-Garros Paris          | G. Chelem | 4 141 085 $ | Terre (ext.) | Mariaan de Swardt David Adams | Rennae Stubbs Todd Woodbridge           | 6-3, 3-6, 6-3 | Tableau |
| 4  | 26/06/2000 | The Championships Wimbledon  | G. Chelem | 5 235 332 $ | Gazon (ext.) | Kimberly Po Donald Johnson    | Kim Clijsters Lleyton Hewitt            | 6-4, 7-63     | Tableau |
| 5  | 28/08/2000 | US Open Flushing Meadows     | G. Chelem | 6 467 000 $ | Dur (ext.)   | Arantxa Sánchez Jared Palmer  | Anna Kournikova Max Mirnyi              | 6-4, 6-3      | Tableau |

### Podiums aux Jeux olympiques de Sydney
| Épreuve      | Or                             | Argent                         | Bronze                       | 4e place                             |
| Simple dames | Venus Williams                 | Elena Dementieva               | Monica Seles                 | Jelena Dokić                         |
| Double dames | Serena Williams Venus Williams | Kristie Boogert Miriam Oremans | Els Callens Dominique Monami | Olga Barabanschikova Natasha Zvereva |

## Classements de fin de saison
| Rang | Joueuse           |
| ---- | ----------------- |
| 1    | Martina Hingis    |
| 2    | Lindsay Davenport |
| 3    | Venus Williams    |
| 4    | Monica Seles      |
| 5    | Conchita Martínez |
| 6    | Serena Williams   |
| 7    | Mary Pierce       |
| 8    | Arantxa Sánchez   |
| 9    | Anna Kournikova   |
| 10   | Nathalie Tauziat  |
| 11   | Elena Dementieva  |
| 12   | Amanda Coetzer    |
| 13   | Chanda Rubin      |
| 14   | Jennifer Capriati |
| 15   | Julie Halard      |
| 16   | Amélie Mauresmo   |
| 17   | Sandrine Testud   |
| 18   | Kim Clijsters     |
| 19   | Anke Huber        |
| 20   | Amy Frazier       |

| Rang | Joueuse           |
| ---- | ----------------- |
| 1    | Ai Sugiyama       |
| 2    | Julie Halard      |
| 3    | Martina Hingis    |
| 4    | Anna Kournikova   |
| 5    | Lisa Raymond      |
| 6    | Rennae Stubbs     |
| 7    | Paola Suárez      |
| 8    | Mary Pierce       |
| 9    | Nathalie Tauziat  |
| 10   | Virginia Ruano    |
| 11   | Nicole Arendt     |
| 12   | Corina Morariu    |
| 13   | Barbara Schett    |
| 14   | Cara Black        |
| 15   | Els Callens       |
| 16   | Arantxa Sánchez   |
| 17   | Manon Bollegraf   |
| 18   | Elena Likhovtseva |
| 19   | Alexandra Fusai   |
| 20   | Kimberly Po       |

## Fed Cup
| Date     | Lieu                           | Surf.         | Vainqueur                                                     | Finaliste                                                    | Score |         |
| 24/11/00 | Las Vegas, Mandalay Bay Resort | Carpet (int.) | Lindsay Davenport Monica Seles Jennifer Capriati Lisa Raymond | Conchita Martínez Arantxa Sánchez Virginia Ruano Magüi Serna | 5-0   | Tableau |